# Кобежиці
Кобежиці (пол. Kobierzyce, нім. Koberwitz) — село в Польщі, у гміні Кобежиці Вроцлавського повіту Нижньосілезького воєводства.
Населення — 2065 осіб (2011).
У 1975-1998 роках село належало до Вроцлавського воєводства.

## Демографія
Демографічна структура станом на 31 березня 2011 року:
|          | Загалом | Допрацездатний вік | Працездатний вік | Постпрацездатний вік |
| -------- | ------- | ------------------ | ---------------- | -------------------- |
| Чоловіки | 1002    | 198                | 736              | 68                   |
| Жінки    | 1063    | 182                | 671              | 210                  |
| Разом    | 2065    | 380                | 1407             | 278                  |